# Portada/efemèride agost 20
Liao Zhongkai
« 19 d'agost · 20 d'agost · 21 d'agost »